# Aydede
Die türkische Satirezeitschrift Aydede (osmanisch آى دده İA Āydede, deutsch ‚Mann im Mond, Großvater Mond‘) erschien in einer ersten Folge von Januar bis November 1922 zweimal wöchentlich in 90 Ausgaben. Ihr Besitzer und Herausgeber Refik Halid Karay (1888–1965), ein bekannter Dichter und Journalist, kritisierte anhand der veröffentlichten Artikel, Gedichte und Karikaturen nicht nur die sozialen Missstände und Ungleichgewichte innerhalb der türkischen Gesellschaft, sondern generell die junge türkische Republik.
Trotz ihrer kurzen Erscheinungsdauer beeinflusste die Zeitschrift den Satirestil vieler Intellektueller und nachfolgender Satiremagazine, u. a. Akbaba.
1922 wurde die Herausgabe der Zeitschrift eingestellt, als Refik Halid von der türkischen Regierung ins Exil nach Aleppo und Beirut gezwungen wurde. Nach seiner Rückkehr veröffentlichte er die Zeitschrift für weitere zehn Monate in einer zweiten Folge mit 125 Ausgaben von 1948 und 1949, allerdings mit geringem Erfolg.